# Peyton Meyer
Peyton Meyer (Las Vegas, Nevada, 1998. november 24. –) amerikai színész.
Legismertebb alakítása Lucas Friar a 2014 és 2017 között futó Riley a nagyvilágban című sorozatban. Többek között Az eb és a web című sorozatban is szerepelt.

## Pályafutása
2013-ban kapta első szerepét a Disney Channel Az eb és a web című sorozatában. 2014-ben főszerepet kapott a Riley a nagyvilágban című sorozatban. 2015-ben epizódszerepet kapott az Öribarik című sorozatban.
2016-ban a Gibby című filmben Tommy szerepét alakítottta. 2017-ben szerepelt Versus című internetes sorozatban. 2018 óta az Anyaság túlsúlyban című sorozatban szerepel.

## Filmográfia

### Filmek
| Év   | Magyar cím | Eredeti cím | Szerep | Magyar hang |
| ---- | ---------- | ----------- | ------ | ----------- |
| 2016 |            | Gibby       | Tommy  |             |

### Televíziós szerepek
| Év        | Magyar cím           | Eredeti cím           | Szerep      | Megjegyzések                                                                |
| --------- | -------------------- | --------------------- | ----------- | --------------------------------------------------------------------------- |
| 2019      |                      | Celebrity Family Feud | önmaga      | epizódszerep: Maulers vs. Brawlers and Descendants 3 vs. American Housewife |
| 2019      |                      | Wayne                 | Cashier     | epizódszerep: Musta Burned Like Hell                                        |
| 2018–     | Anyaság túlsúlyban   | American Housewife    | Trip        | visszatérő szereplő                                                         |
| 2017      |                      | Versus                | Ethan       | főszereplő                                                                  |
| 2015      | Öribarik             | Best Friends Whenever | Lucas Friar | epizódszerep: Cyd és Shelby szellemes szökése                               |
| 2014–2017 | Riley a nagyvilágban | Girl Meets World      | Lucas Friar | főszereplő magyar hangja Czető Ádám Czető Roland (harmadik évad eleje)      |
| 2013–2014 | Az eb és a web       | Dog with a Blog       | Wes Manning | visszatérő szereplő                                                         |